# Пінгвін (персонаж)
Пінгвін (англ. Penguin) — вигаданий суперлиходій з усесвіту DC Comics, ворог Бетмена.

## Життєпис

### Дитинство
Освальд Коббльпот (англ. Oswald Chesterfield Cobblepot), хоча й народився в багатій і відомій сім'ї, мав важке дитинство. Через те, що мав невисокий зріст і ніс, як у птаха, інші діти часто дражнили його й знущалися. Відчуття себе вигнанцем було основною причиною того, чому він став злочинцем. «Пінгвін» — одне з прізвиськ, яким інші діти дражнили маленького Освальда. Він взяв це ім'я та використав образ птаха у своєму кримінальному житті. Його класична парасолька — це ще одна річ, яка прийшла з дитинства: мама часто прикривала його парасолькою від дощу, боячись, що він захворіє і помре, як батько.

### Історія (комікс)

#### Нескінченна криза
Пінгвін коротко представлений у подіях Нескінченної кризи. У сьомому номері його можна помітити в битві в Метрополісі (англ. Battle of Metropolis) — битві, влаштованій Таємним Товариством суперлиходіїв (англ. the Secret Society of Super Villains).

#### Рік пізніше
Поки Пінгвіна не було в Ґотемі, Ґрейт Вайт (англ. the Great White) і Лічильник (англ. Tally Man), вбили багатьох лиходіїв, які працювали на Пінгвіна, і зрадили Гарві Дента (англ. Harvey Dent). Ґрейт Вайт планував захопити злочинний синдикат Ґотема і послабити всіх конкурентів, зокрема Пінгвіна. Повернувшись у Ґотем, Пінгвін продовжує стверджувати, що став законопокірним. Він заново відкриває нічний клуб «Айзберґ Лаунж» із завищеними цінами. Пінгвін закликає Загадника (англ. The Riddler) уникати криміналу, оскільки нинішній спосіб життя є прибутковішим.

### Підземелля Ґотема
Бетмен найняв Пінгвіна як інформатора, щоб використавши його зв'язки, отримати перевагу над злочинцями Ґотема. Пінгвін втягується в гангстерську війну з Тобіасом Вейлом (англ. Tobias Whale) й «Інтербандою» (англ. Intergang). Зрештою, він позбавляється своєї привілейованої позиції, втративши підтримку Бетмена, який таємничо зникає, а «Інтербанда» посилюється Апокаліптичними Богами (англ. Apokoliptan Gods), які повернулися.

### Айзберґ Лаунж
Останнім часом Пінгвін використовував свою злу славу на свою користь. Він відвернувся від кримінального життя, щоб робити почеснішу справу: керувати «Айзберґ Лаунж» — популярним нічним клубом Ґотема. Але «Айзберґ Лаунж» не таке вже й правослушне місце, Бетмен дозволив йому існувати тільки тому, що цей клуб — чудове джерело інформації про злочинців міста. У підземеллях Пінгвін повернувся до криміналу і сформував недовговічний альянс з Тобіасом Вейлом.

## Здібності та зброя
Пінгвін — кримінальний геній і має багато зв'язків у злочинному світі. Крім того, він майстер з дзюдо і навіть кілька разів зміг відбитися від Бетмена. Він використовує своє неймовірне багатство для здійснення лиходійних задумів. У руках Пінгвіна багато різновидів парасольок, більшість з яких насправді є таємною зброєю, яка варіюється від висувного ножа до кулемета. Деякі з них використовуються як транспорт: планер або, популярна, парасолька-вертоліт. Були й багато інших: парасолька, що вистрілює струмом або павутиною, парасольки, які стріляють полум'ям і транквілізаторами.

## У фільмах

### Бетмен(1966)
Берджесс Мередіт виконував роль Пінгвіна 1966 року.

### Бетмен повертається(1992)
У фільмі «Бетмен повертається» Пінгвіна зіграв Денні Де-Віто. Режисер Тім Бертон зображує його не як красномовного злочинця, а як соціопата з фізичними вадами. Але Пінгвін однаково мав кілька характерних для класичного образу рис, зокрема, безліч парасольок і монокль, але він отримав значні візуальні зміни.
Волосся Пінгвіна зобразили довгим і покуйовдженим, але на тім'ячку була лисина. Його руки схожі на ласти, всі крім великого і вказівного пальця злиті. З носа і рота іноді тече рідина темно-зеленого кольору. Носив він смокінг з жабо, щоб надати готичного вигляду. Також він одягнений у чорні чоботи та маніжку. Тим не менше, дизайн Бертона зберегти циліндр, поряд з моноклем і сигаретою в деяких сценах.
За сюжетом фільму Пінгвін народився з фізичними вадами, і батьки кинули його в каналізацію Ґотема. Але він виживає і приєднується спочатку до групи пінгвінів з міського зоопарку, а згодом до цирку потвор. У фільмі натякають, що він міг бути причетним до зникнення кількох дітей під час свого перебування у цирку.

### Ґотем (серіал)
В серіалі «Ґотем» (2014—2019) Пінгвіна зіграв Робін Лорд Тейлор. Тут Освальд представлений як помічник людини Кармайна Фальконе — Фіш Муні, котрий вирішує замінити свою господиню, розповівши всім її плани по зміщенню Фальконе.
Завдяки своєму розуму він добре влаштовується в сім'ю Сальваторе Мароні, доповідаючи про усі його плани Кармайну. Коли у місті відбувається війна між мафією, Пінгвіну вдається вбити Фіш Муні і замінити самого Фальконе, ставши головним мафіозо в Ґотемі.
Пізніше в місто приїжджає багатій Тео Галаван, котрий бере у полон мати Освальда і цим самим змушує допомогти собі в отриманні посту мера. Але вигравши, Галаван обманює Коббльпота і вбиває його мати. Проте скоро, об'єднавшись з Джимом Ґордоном, Альфредом та Селіною Кайл, Пінгвін знаходить Тео й вбиває його.

### Бетмен (фільм, 2022)
У фільмі 2022 року Пінгвіна зіграв Колін Фаррелл.